# Paolo Soprani

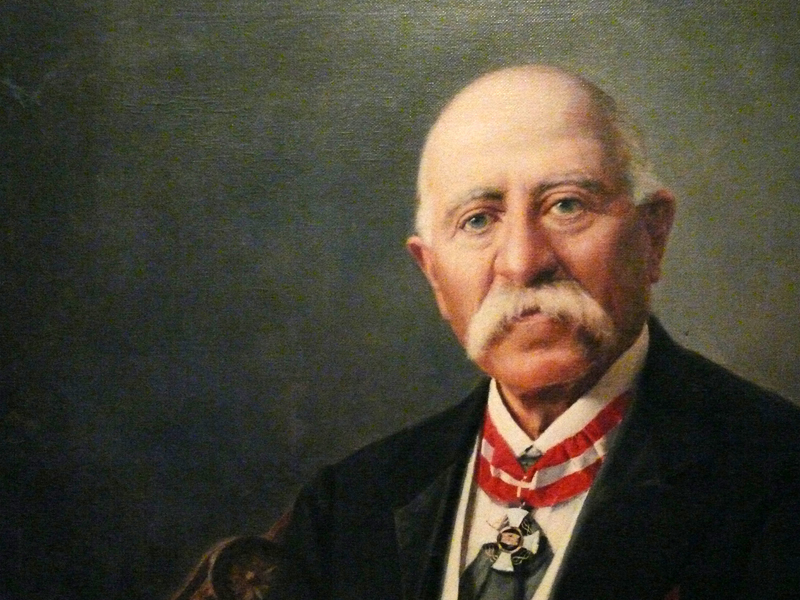
Paolo Soprani

Paolo Soprani (ur. 1845, zm. 1918) – włoski fabrykant akordeonów. Urodził się w okolicach Castelfidardo we Włoszech, był synem wieśniaków Antonio i Lucia Soprani. Pierwszy akordeon zbudował w 1863 r. na wzór instrumentu opatentowanego pod nazwą "accordeon" w 1829 r. w Wiedniu przez konstruktora Cyrilla Demiana. Legenda głosi, że Paolo Soprani po raz pierwszy zobaczył akordeon, gdy jego rodzice użyczyli noclegu austriackiemu pielgrzymowi, który posiadał taki instrument i zagrał na nim rodzinie Soprani. Paolo Soprani był wystarczająco inteligentny, żeby poznać zasadę działania instrumentu i w następnym roku zaczął z pomocą swoich braci wytwarzać podobne instrumenty, które nazywał "armonische", w swoim przydomowym warsztacie.

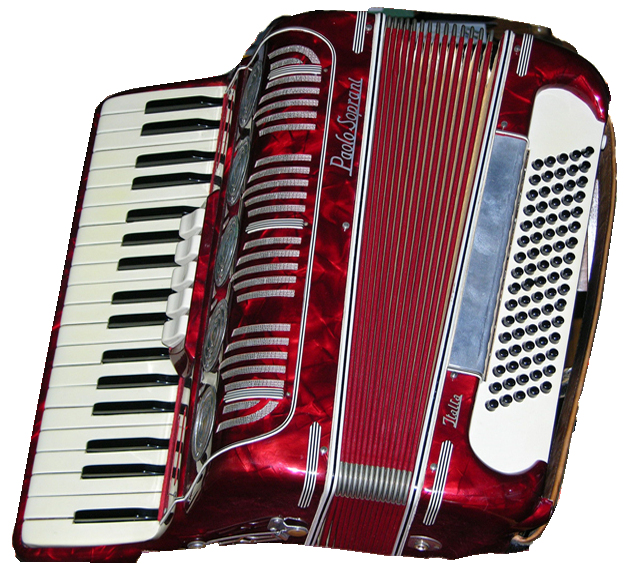

Paolo Soprani osiągnął pewną biegłość w grze na swoich instrumentach, które prezentował i sprzedawał na okolicznych jarmarkach. Zainteresowanie tym instrumentem było duże, bo Włosi mają zamiłowanie do śpiewu i zabaw, a "armonica" była instrumentem idealnie nadającym się do akompaniowania biesiadnym śpiewakom oraz przygrywania do tańca.

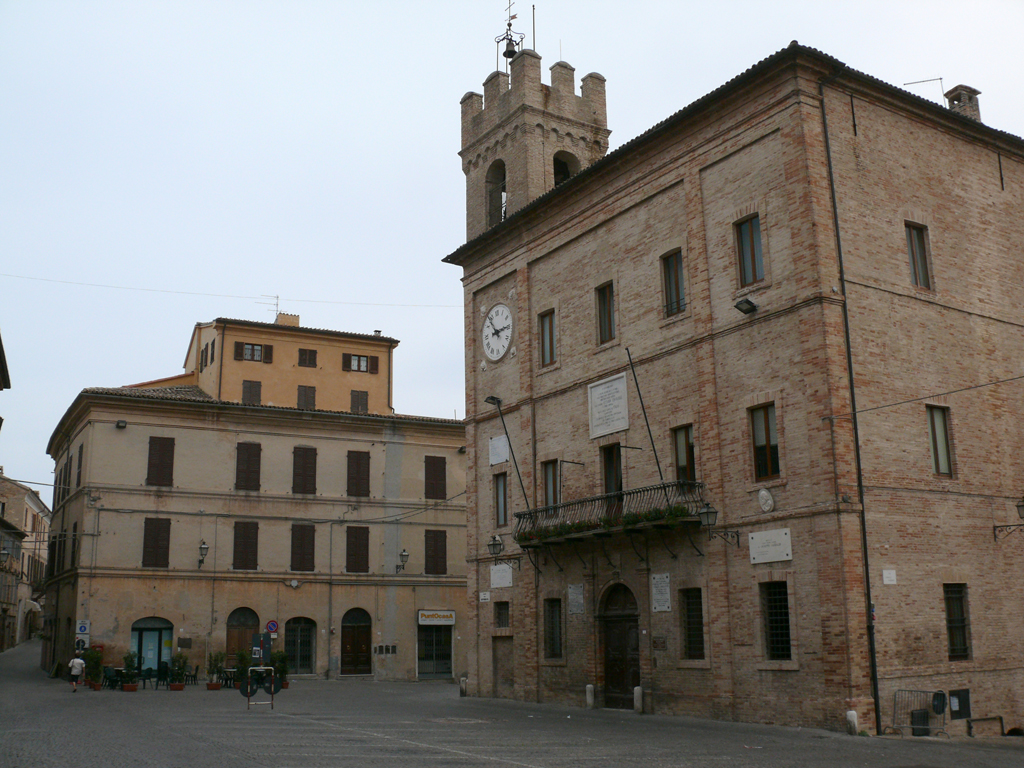
Muzeum akordeonu w Castelfidardo

W 1872 r. Paolo Soprani otworzył fabrykę w centrum Castelfidardo, która przed końcem XIX wieku zatrudniała 400 osób. W 1900 r. zaprezentował swoje akordeony na wystawie światowej w Paryżu i tak zaczęła się międzynarodowa kariera tego instrumentu.
Paolo Soprani był tym, który spopularyzował akordeon i przyczynił się do powstania "przemysłu akordeonowego", oraz uczynił z Castelfidardo światową stolicę akordeonu. Obecnie oprócz fabryki produkującej akordeony pod nazwą Paolo Soprani znajdują się w Castelfidardo dziesiątki innych fabryk akordeonów. Prawie wszystkie akordeony produkcji włoskiej są wytwarzane w Castelfidardo. Oprócz fabryk produkujących akordeony masowo, w Castelfidardo działają też lutnicy, którzy ręcznie wytwarzają akordeony dla wirtuozów. Akordeony z Castelfidardo są powszechnie uważane za najlepsze na świecie.